# توغچه کازاز
توغچه کازاز (انگلیسی: Tuğçe Kazaz; ۲۶ اوت ۱۹۸۲ – ) بازیگر، و مدل (شخص) اهل ترکیه بود.